# Pilemia tigrina
Pilemia tigrina (син. Phytoecia tigrina, Ph. anchusae) је инсект из реда тврдокрилаца (Coleoptera) и фамилије стрижибуба (Cerambycidae). Припада потфамилији Lamiinae.

## Распрострањење и станиште
Распрострањена је пре свега у средњој Европи и на Балканском полуострву. Насељава Бугарску, Мађарску, Молдавију, Румунију, Србију, Словачку, Украјину, Азербејџан и Турску. У Србији је ова врста релативно ретко налажена. Настањује топла степска станишта, а имага се могу наћи на биљкама хранитељкама. Ова врста је наведена у Прилозима II и IV Европске директиве о стаништима, а у Србије је строго заштићена врста.

## Опис
Pilemia tigrina је дугaчка 9—13 mm. Тело је црно. На глави и пронотуму су усправне длаке. Пронотум и покрилца су покривени белосивим томентираним мрљама. Пронотум је са три уздужне беличасто томентиране врпце, код мужјака је мање попречан, а код женке више заокружен. Чланци антена су беличасто прстеновани. Прва два трбушна стернита код мужјака имају квржицу у средини.

## Биологија и развиће
Имага су активна у пролеће, од априла до јуна. Ово је ксеро-термофилна врста која настањује степске екосистеме. Развиће ове врсте је слабо проучено. Ларве се развијају у стабљикама биљке домаћина, Cynoglottis barrelieri (син. Anchusa barrelieri). Имага бораве на стабљикама биљке домаћина, али се тешко уочавају због веома ефикасне заштитне обојености. 